# 금요드라마
| 월요일        | 화요일        | 수요일        | 목요일        | 금요일        | 토요일        | 일요일        | 월요일~금요일 | 토요일~일요일 | 일요아침 |
| 월요일~화요일 | 월요일~화요일 | 수요일~목요일 | 수요일~목요일 | 금요일~토요일 | 금요일~토요일 | 토요일~일요일 | 월요일~금요일 | 토요일~일요일 | 일요아침 |

금요드라마는 매주 금요일에 방송되는 텔레비전 드라마이다.

## 일본
- NHK 금요드라마
- TBS 금요드라마
- 후지 TV 금요드라마

## 대한민국
- KBS 1TV 금요 드라마
- KBS 2TV 금요 드라마
- OCN 금요 드라마
- SBS 금요 드라마
- tvN 금요 드라마
- 채널A 금요 드라마

## 대만
- 타이완 텔테비전 금요 고품질 드라마 (2008년 ~ 2019년)
- SET 메트로 금요 화인 드라마 (2012년 ~ )
- SET 타이완 대만호희 (2011년 ~ 2020년)

## 같이 보기
- 목금드라마
- 토요드라마
- 일요드라마